# Унтерауэрсбах
Унтерауэрсбах (нем. Unterauersbach) — коммуна в Австрии, в федеральной земле Штирия. 
Входит в состав округа Фельдбах.  Население составляет 490 человек (на 31 декабря 2005 года). Занимает площадь 7,89 км².

## Политическая ситуация
Бургомистр коммуны — Антон Марблер (АНП) по результатам выборов 2005 года.
Совет представителей коммуны (нем. Gemeinderat) состоит из 9 мест.
- АНП занимает 6 мест.
- Партия GLU занимает 3 места.